# Дрестна
Дрестна (укр. Дрестна) — река, правый приток Ревны, протекающая в Новгород-Северском районе (Черниговская область, Украина).

## География
Длина — 15, 14 км. Площадь водосборного бассейна — 57,8 км².
Русло извилистое, в верховье — ручей. Есть пруд (город Семёновка). Пойма занята заболоченными участками с тростниковой растительностью, в истоках — заболоченными участками и лесом (доминирование сосны).
Река берёт начало от ручья в лесу — юго-западнее села Николаевка. Река течёт на юго-восток, юго-запад, далее в среднем и нижнем течении на юг. Впадает в Ревну (на 37-м км от её устья) южнее города Семёновка.
Притоки: (от истока к устью) нет крупных
Населённые пункты на реке: (от истока к устью)
1. Семёновка